# Faithful: Two Diehard Boston Red Sox Fans Chronicle the Historic 2004 Season
Faithful: Two Diehard Boston Red Sox Fans Chronicle the Historic 2004 Season (também conhecido como Faithful) é um livro co-escrito por Stephen King e Stewart O'Nan. Ele narra as conversas entre King e O'Nan sobre a temporada de 2004 do Boston Red Sox, começando com um e-mail no verão de 2003 e ao longo da temporada de 2004, do treinamento de primavera até a World Series.